# Anthony A. Barrett

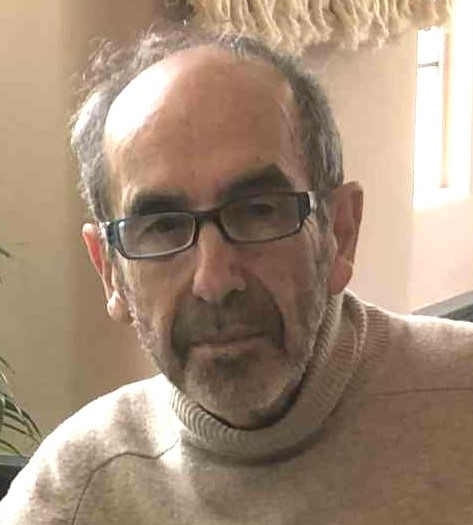

Anthony Arthur Barrett (* 30. Juli 1941 in Worthing, England) ist ein britisch-kanadischer Althistoriker.

## Leben
Barrett war ein Schüler an der Hookergate Grammar School in der Nähe von Rowlands Gill und 1963 schloss sein Lateinstudium an der Universität Durham (King’s College) ab. Anschließend studierte er als Commonwealth Scholar Klassische Philologie an der Universität Toronto und Klassische Archäologie an der Universität Oxford (St John’s College).
1968 wurde er zum Assistenzprofessor an der University of British Columbia, Vancouver, im Department of Classics (heutiges Department of Ancient Mediterranean and Near Eastern Studies), und 1984 zum ordentlichen Professor ernannt. Von 1993 bis 1998 war er Leiter des Classics-Fachbereichs. Im Jahr 2000 wurde er zum Fellow der Royal Society of Canada gewählt. 2002 erhielt er ein zweijähriges Killam-Forschungsstipendium für Arbeiten zur Geschichte des Römischen Reiches, und im Jahr 2004 verlieh ihm die University of British Columbia den Titel eines Distinguished University Scholar. 2007 ging er in den Ruhestand und lebt derzeit (2023) in Heidelberg, Deutschland, wo er seine Forschungen fortsetzt an der Universität Heidelberg.
Seine akademischen Forschungen konzentrieren sich auf die römische Geschichte und Archäologie, mit Schwerpunkt auf dem frühen Römischen Kaiserreich. Er hat Artikel zur römischen Geschichte und Monografien über die Kaiser und die kaiserliche Familie geschrieben. Er verfasste eine Studie über Caligula, die von dem israelischen Historiker Zvi Yavetz als „bemerkenswertes Buch“ gelobt wurde. Er veröffentlichte die erste ausführliche wissenschaftliche Darstellung des Großen Brandes Roms der neronischen Zeit, in der die historische Bedeutung und die Folgen des Brandes sowie die archäologischen Beweise dafür analysiert werden. Er argumentiert, dass die archäologischen Beweise zwar darauf hindeuten, dass der Brand weniger umfangreich war als allgemein angenommen, die wirtschaftlichen und politischen Auswirkungen jedoch enorm waren und wesentlich zum Untergang der ersten Herrscherdynastie Roms, der Julio-Claudier, beitrugen. Seine Bücher wurden ins Deutsche, Italienische, Spanische, Russische, Tschechische, Estnische und Chinesische übersetzt. Er hat auch Übersetzungen und Kommentare zu Autoren der Klassik und der Renaissance verfasst.

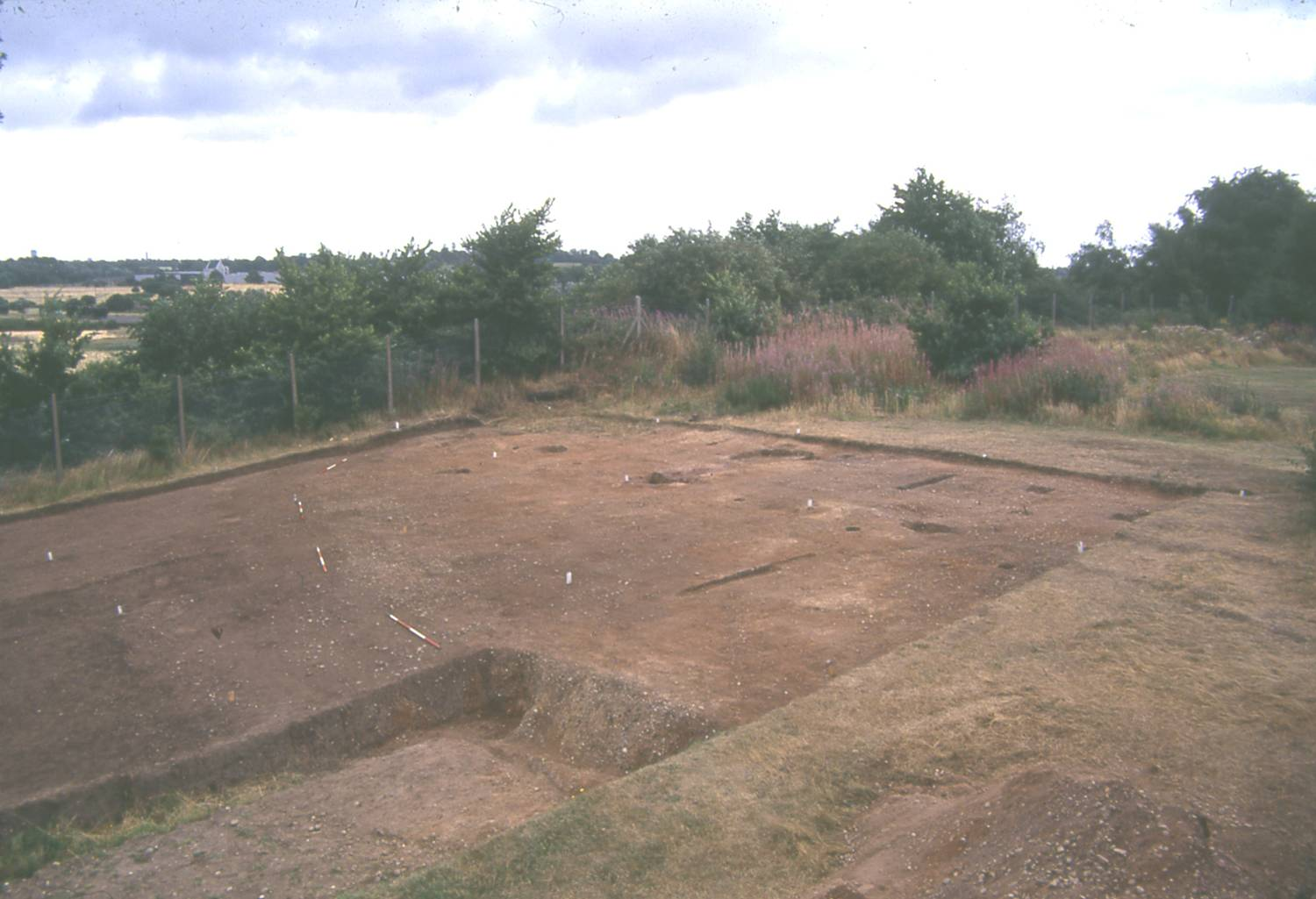
Römisches Kastell Lunt bei Ausgrabungen

Als Teilnehmer an archäologischen Ausgrabungen in Großbritannien hat er eine Reihe von Artikeln über das römische Britannien geschrieben. Von 1988 bis 2003 leitete er die archäologische Lehrgrabung im römischen Kastell Lunt in der Nähe von Coventry, England, bei der der nördliche Teil der westlichen Verteidigungsanlagen des Kastells freigelegt wurde.
Während seiner Zeit in Vancouver war er Mitglied der Royal Astronomical Society of Canada und hat über antike Astronomie geschrieben. Er wies nach, dass eine vermeintlich moderne Standardbeobachtungstechnik, das „abgewendete Sehen“, bereits vor fast zweieinhalbtausend Jahren von Aristoteles aufgezeichnet wurde. Er interessierte sich auch für den Architekten Francis Rattenbury, der einige der wichtigsten Wahrzeichen von British Columbia entworfen hatte. Er ist Mitverfasser einer großen Studie über den Werdegang von Rattenbury sowie eines Buchs der Penguin-Reihe über den Mordprozess, der auf dessen Tod folgte, gemeinsam mit dem Generalstaatsanwalt von England und Wales, Sir Michael Havers (Baron Havers). Er schreibt gelegentlich Artikel über Kunst und Archäologie für das Wall Street Journal.
Nach seiner Pensionierung studierte er Angelsächsisch, Nordisch und Keltisch an der Universität Cambridge (Sidney Sussex College).

## Bücher
- mit John Yardley: The Emperor Caligula in the Ancient Sources. Oxford University Press, Oxford 2023.
- Rome is Burning: Nero and the Fire that Ended a Dynasty. Princeton University Press, Princeton 2020.
  - deutsche Übersetzung: Rom brennt! Nero und das Ende einer Epoche. Wissenschaftliche Buchgesellschaft, Darmstadt 2021.
- mit John Yardley und Elaine Fantham: The Emperor Nero: a Guide to the Ancient Sources. Princeton University Press, Princeton 2016.
- Caligula: the Abuse of Power. Routledge, London 2015, überarbeitete Ausgabe von
- Caligula: the Corruption of Power. Yale University Press, New Haven 1990.
- Velleius Paterculus, Roman History. Indianapolis: Hackett Publishing, 2011. Coauthored by John Yardley.
- Tacitus, Annals Oxford: Oxford University Press. Oxford World’s Classics, 2008. Gemeinsam mit John Yardley verfasst. ISBN 978-0-19-153985-5.
- Lives of the Caesars (ed.) Oxford: Blackwell, 2008. ISBN 978-1-4051-2754-7.
- Livia, First Lady of Imperial Rome. New Haven: Yale University Press, 2002.
- Agrippina: Sex, Power and Politics in the Early Empire. Yale University Press, New Haven 1996.
- Janus Pannonius. Epigrammata. Budapest: Corvina, 1985.
- mit Michael Havers und P. Shankland: The Rattenbury Case. London: Penguin Books, 1989.
- mit R. Liscombe: Francis Rattenbury and British Columbia. Vancouver: University of British Columbia Press, 1983.